# Pietro Giovanni Abbati
Pietro Giovanni Abbati (1683-1745) fue un escenógrafo, pintor y grabador italiano.
Nacido en Parma, además estuvo activo en las ciudades de Turín, Bolonia y Viena. Fue alumno de Ferdinando Galli Bibbiena y tuvo como discípulos a Giuseppe Pellizzoli y Agostino Filippi. Publicó varias obras en 1707, dedicándose principalmente a la pintura de paisajes, escenografías y el grabado. Murió en su ciudad natal en 1745.